# 天才たちのドッキリ 叡智のムダ使い
『天才たちのドッキリ 叡智のムダ使い』（てんさいたちのドッキリ えいちのムダづかい）は、2022年よりTBS系列で放送されている特別番組。

## 出演者

### 第1回
- 番組名：土曜☆ブレイク『叡智のムダ使い』[1][2]
- 放送日時：2022年7月23日（土曜）14:00 - 14:54（TBSテレビ）

出演者
- MC：バカリズム
- スタジオゲスト：森田哲矢（さらば青春の光）、鈴木奈々、まつきりな
- ロケタレント：
  - 春日俊彰（オードリー）、じゅんいちダビッドソン、AMEMIYA、ショーゴ（東京ホテイソン）
  - とにかく明るい安村、オカリナ（おかずクラブ）、ザ・マミィ（酒井貴士、林田洋平）

- 叡智をもつ天才：
  -  新子景視（マジシャン）、西浦敬信（立命館大学教授）、山本マサヤ（心理戦略コンサルタント&メンタリスト）

- ナレーター：一龍斎貞弥

### 第2回
- 放送日時：2022年11月23日（水曜・祝日）19:00 - 21:00（TBS系列）[3][4]

出演者
- MC：バカリズム
- スタジオゲスト（※50音順）：
  - あの、岡本知高、近藤千尋、森田哲矢（さらば青春の光）

- ロケタレント：
  - 春日俊彰（オードリー）、ニューヨーク（嶋佐和也、屋敷裕政）、尾形貴弘（パンサー）
  - オカリナ（おかずクラブ）、酒井貴士（ザ・マミィ）、コカドケンタロウ（ロッチ）、みなみかわ
  - 岡野陽一、バイク川崎バイク、別府ともひこ（エイトブリッジ）、八木真澄（サバンナ）
  - 村上健志（フルーツポンチ）、我が家（杉山裕之、矢田部俊）、西野未姫、菅田琳寧（7 MEN 侍 / ジャニーズJr.）
  - ダチョウ倶楽部（肥後克広、寺門ジモン）、山下真司、松本明子

- 叡智をもつ天才：
  - 的場やすし（ものつくり大学客員教授）、山本マサヤ（心理戦略コンサルタント&メンタリスト）
  - 西浦敬信（立命館大学教授）、市岡元気（サイエンスアーティスト）
  - 早川尚吾（東京工業大学現役学生）

- ナレーター：一龍斎貞弥

### 第3回
- 放送日時：2023年5月3日（水曜）20:30 - 21:57（TBS系列）[5]

出演者
- MC：バカリズム
- スペシャルゲスト：千原ジュニア
- ゲスト：伊集院光、菜々緒、影山優佳（日向坂46）
- VTR出演：
  - 【相手に一切触れず素っ裸にさせよ！】
    - 春日俊彰（オードリー）、ニシダ（ラランド）、酒井貴士（ザ・マミィ）

  - 【鬼なし鬼ごっこでターゲット全員捕まえろ！】
    - JOY、田中樹（SixTONES）、みなみかわ、高橋成美、おたけ（ジャングルポケット）

  - 【クズ芸人を無自覚のまま更生させよ】
    - 久保田かずのぶ（とろサーモン）、お見送り芸人しんいち、草薙航基（宮下草薙）、平子祐希（アルコ&ピース）

  - 【悲鳴で13音階全て集めよ！】
    - カンニング竹山、村上健志（フルーツポンチ）、小宮浩信（三四郎）、たけうちほのか、森香澄
    - ともしげ（モグライダー）、安斉星来、酒井健太（アルコ＆ピース）、益子卓郎（U字工事）
    - 加藤史帆（日向坂46）、髙橋未来虹（日向坂46）、おいでやす小田

### 第4回
- 放送日時：2023年12月20日（水）20:30 - 22:00（TBS系列）[6]

出演者
- MC：バカリズム
- スタジオゲスト（※50音順）：
  - 當真あみ、野々村友紀子、森田哲矢（さらば青春の光）

- VTR出演：
  - 【叡智のリミッター解除】
    - トム・ブラウン（布川ひろき・みちお）、みなみかわ、山口コンボイ（ケビンス）、春日俊彰（オードリー）

  - 【叡智VS天才アスリート】
    - 武藤弘樹（2020年東京オリンピックアーチェリー男子団体銅メダリスト）
    - 園田稚（ワールドユニバーシティゲームズ金メダリスト）
    - 岩瀬のりひろ（おまけたらふく舍）

  - 【無自覚のままホラー映画のあるあるシーンを演じさせよ】
    - 栗谷（カカロニ）、たける（東京ホテイソン）、魂人（ウォーターズ）
    - 山本マサヤ（心理戦略コンサルタント＆メンタリスト）、板倉俊之（インパルス）

- ナレーション：一龍斎貞弥、服部潤
- 実況：伊藤隆佑（TBSアナウンサー）

### 第5回
- 放送日時：2024年5月15日（水）20:45 - 22:00（TBS系列）

出演者
- MC：バカリズム
- スタジオゲスト（※50音順）：
  - 藤原丈一郎（なにわ男子）、ホラン千秋

- 進行：田村真子（TBSアナウンサー）

## スタッフ
- | [icon] | この節の加筆が望まれています。 |
- 演出：松木拓海
- プロデューサー：柳沢光一郎、福永勇樹
- 製作協力：ジーヤマ
- 製作著作：TBS